# Koshi Tappu Wildlife Reserve

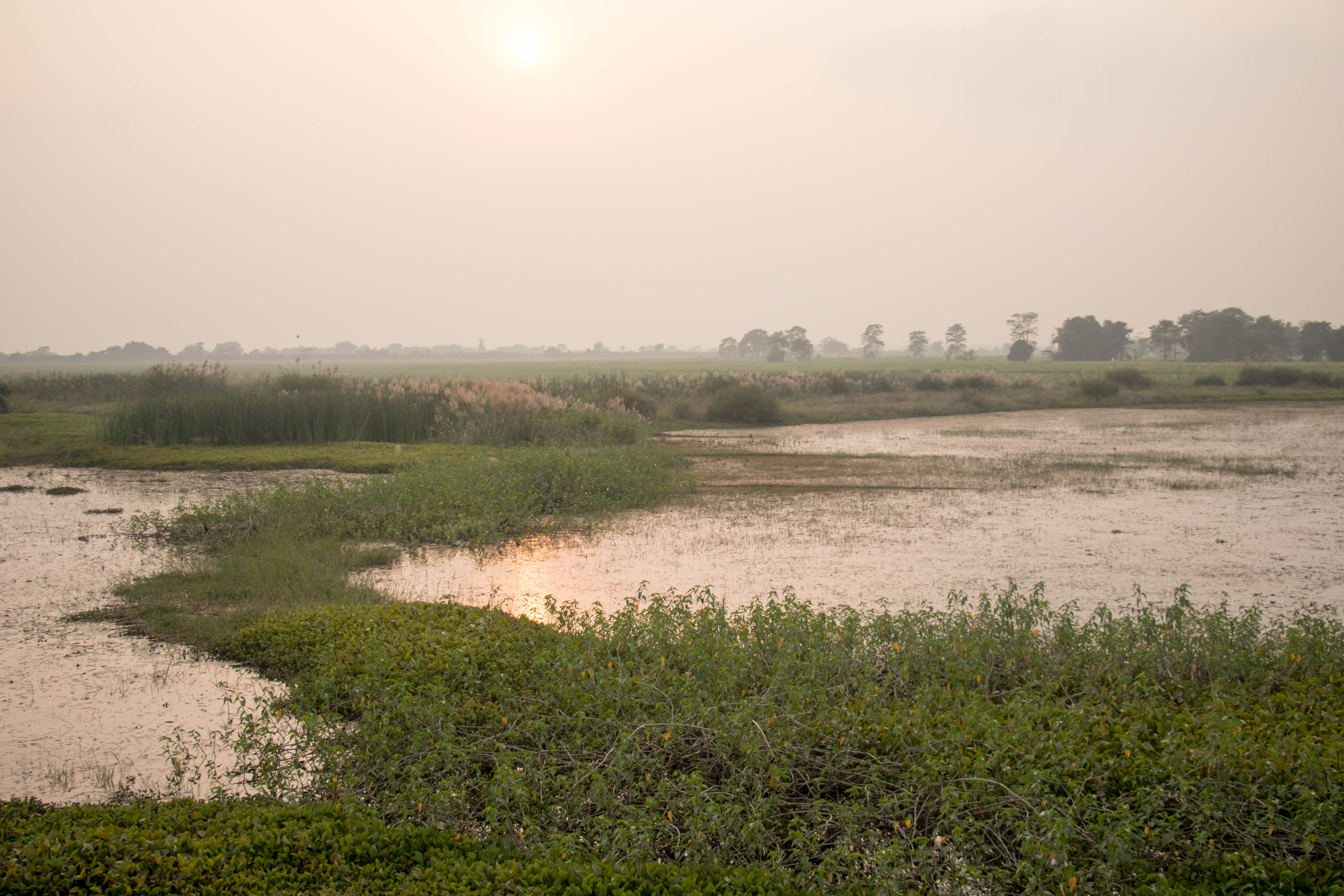
Typisches Landschaftsbild

Das Koshi Tappu Wildlife Reserve (Nepali कोशी टप्पु वन्यजन्तु आरक्ष) ist ein Schutzgebiet in Nepal, das sich südlich des Terai befindet. Es ist im Wesentlichen eine feuchte Tiefebene südlich des Himalaya und erstreckt sich durch Teile der Distrikte Sunsari, Saptari und Udayapur. Der Kosi (englisch Koshi) durchfließt das Gelände im Osten. Das Koshi Tappu Wildlife Reserve wurde im Jahr 1976 gegründet, in erster Linie um den Lebensraum für die einzige in Nepal lebende Population des wilden Wasserbüffels (Bubalus arnee) zu erhalten. Mit einer Fläche von rund 176 Quadratkilometern ist es Nepals kleinstes Wildtierreservat.

## Klima
Im Koshi Tappu Wildlife Reserve gibt es drei verschiedene klimatische Zeiträume im Jahr. Der Sommer (Februar bis Mai) ist heiß und es fällt nur minimaler Niederschlag. Die Temperaturen können 40 Grad Celsius erreichen. Der Monsun beginnt Ende Mai oder Anfang Juni und dauert bis September. In diesem Zeitabschnitt treten häufige und zum Teil sehr heftige Regenfälle auf und die Luftfeuchtigkeit ist hoch. Der Regen ist im Juli am stärksten. Der Winter (Oktober bis Januar) ist durch einen klaren Himmel und moderate Temperaturen gekennzeichnet, kann jedoch zuweilen auch kalt werden.
Während der Regenzeit treten gelegentlich Überschwemmungen auf, sofern der Kosi Hochwasser führt. Zum Hochwasserschutz  wurden Böschungen parallel zum Fluss angelegt, um eventuelle Überschwemmungen zu steuern.

## Fauna und Flora
Die Vegetation des Koshi Tappu Wildlife Reserve besteht hauptsächlich aus hohen Graslandschaften sowie Teich- und  Sumpfgebieten. Lokalen Dorfbewohner ist es gestattet, einmal im Jahr Schilf zu schneiden, das dann zum Decken von Hausdächern verwendet werden kann. Auf einigen der ausgedehnten Grasflächen können die Bauern ihr Vieh weiden lassen. Im Reservat gibt es nur vereinzelte waldige Flächen oder Busch- und Strauchlandschaften. Das Reservat stellt einen wichtigen Lebensraum für eine Vielzahl von Wildtieren dar. Einige Tiere werden zuweilen mit Sendern versehen, um nähere Erkenntnisse über ihr Verhalten zu erfahren.
Das Koshi Tappu Wildlife Reserve beherbergt rund 20 Säugetierarten sowie eine Reihe von Reptilien- und Amphibienarten, darunter den Gangesgavial (Gavialis gangeticus), dessen Populationen stark bedroht sind und der daher auf der Roten Liste gefährdeter Arten der Weltnaturschutzunion IUCN als „vom Aussterben bedroht“ (critically endangered) geführt wird. Das Gebiet ist ein außerordentlich gut geeigneter Standort für Vogelarten. Es wurden 441 verschiedene Arten festgestellt, unter denen sich 14 endemische Arten befinden. Das Gebiet ist auch ein wichtiger Ruheplatz für viele Migrationsvögel. Im Fluss Kosi wurden außerdem 80 Fischarten festgestellt. Dort wurde vereinzelt auch der Gangesdelfin (Platanista gangetica), der auf der Roten Liste der IUCN als „stark gefährdet“ (endangered) geführt wird beobachtet.

## Tourismus
Die Schönheit der Landschaft mit dem Blick auf mehrere Himalaya-Gipfel, darunter den Makalu (8485 m), den fünfthöchsten Berg der Erde und die vielfältigen Möglichkeiten von Naturbeobachtungen lassen den Tourismus im Koshi Tappu Wildlife Reserve ansteigen. Folgende Bilder aus dem Reservat geben einen Eindruck seiner Vielfalt.

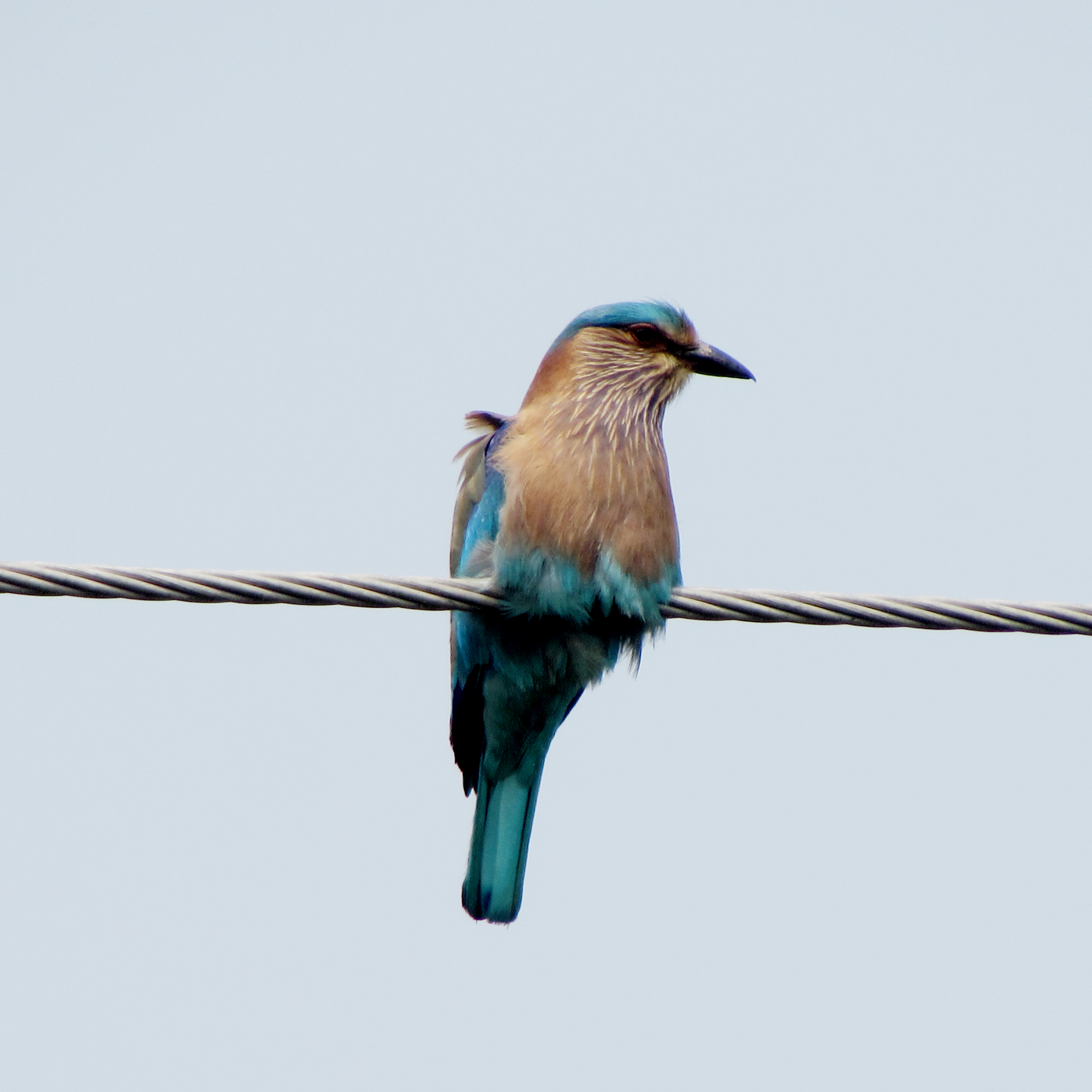
Hinduracke (Coracias benghalensis)
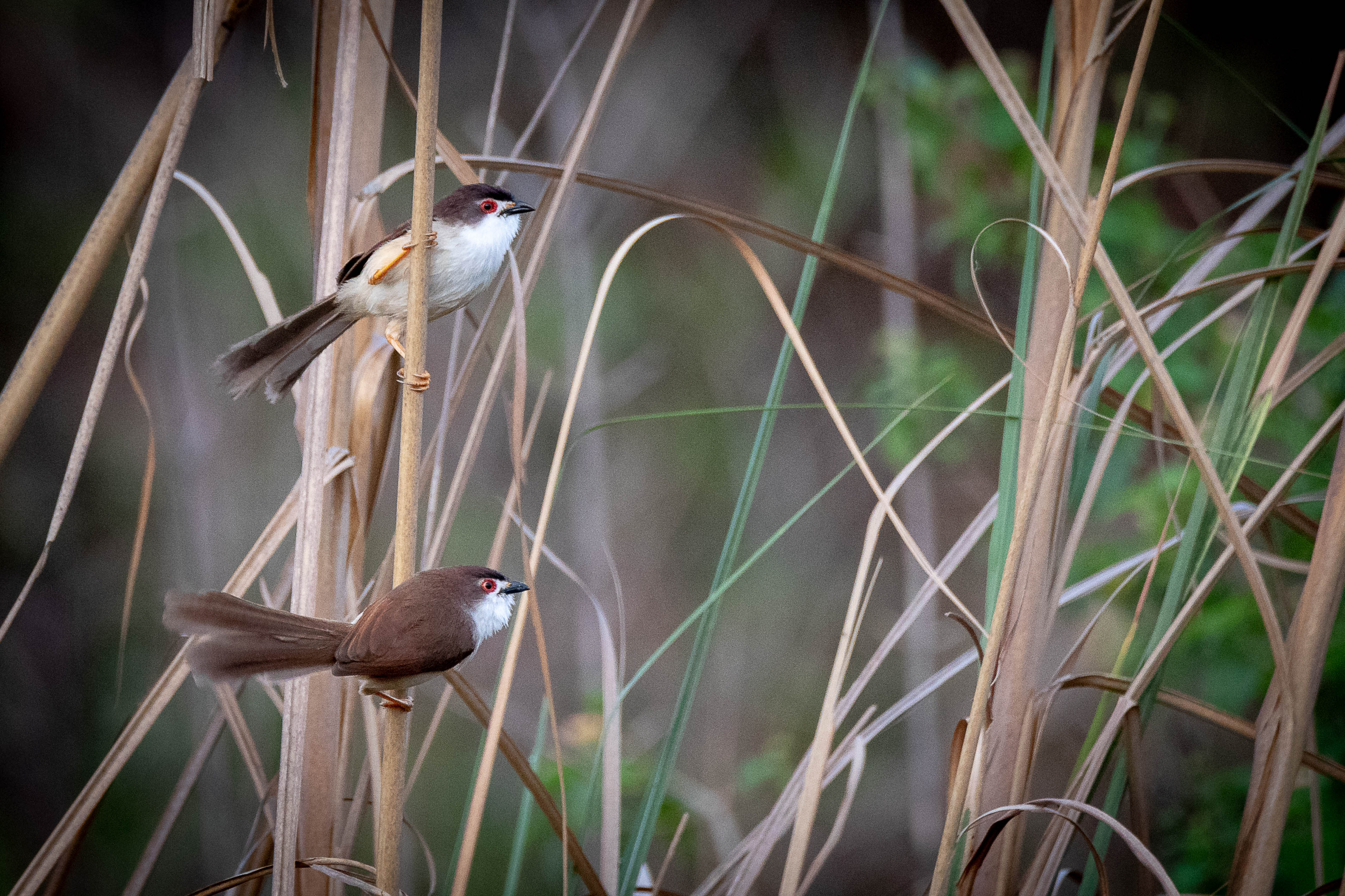
Goldaugentimalie (Chrysomma sinense)
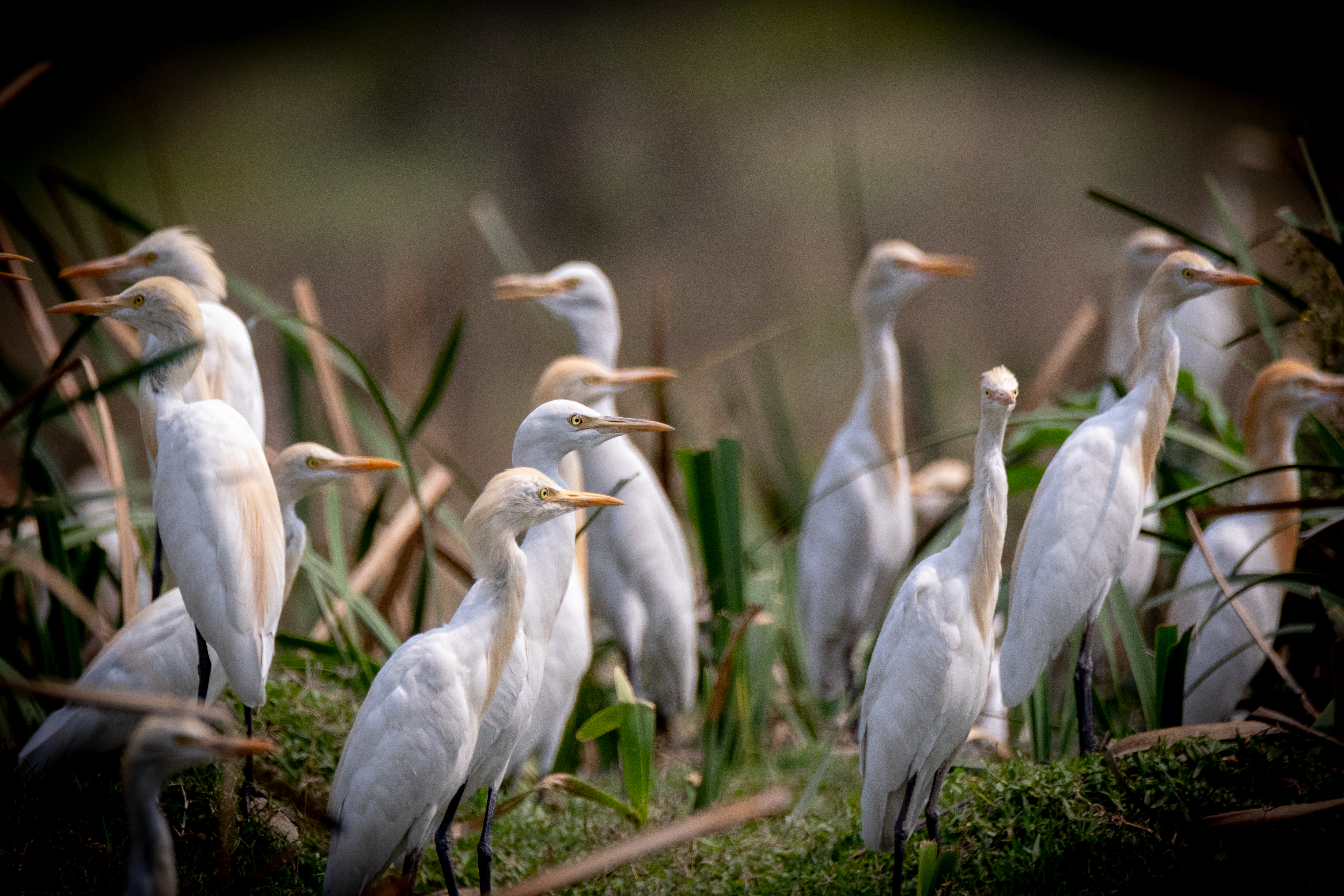
Kuhreiher (Bubulcus ibis coromandus)
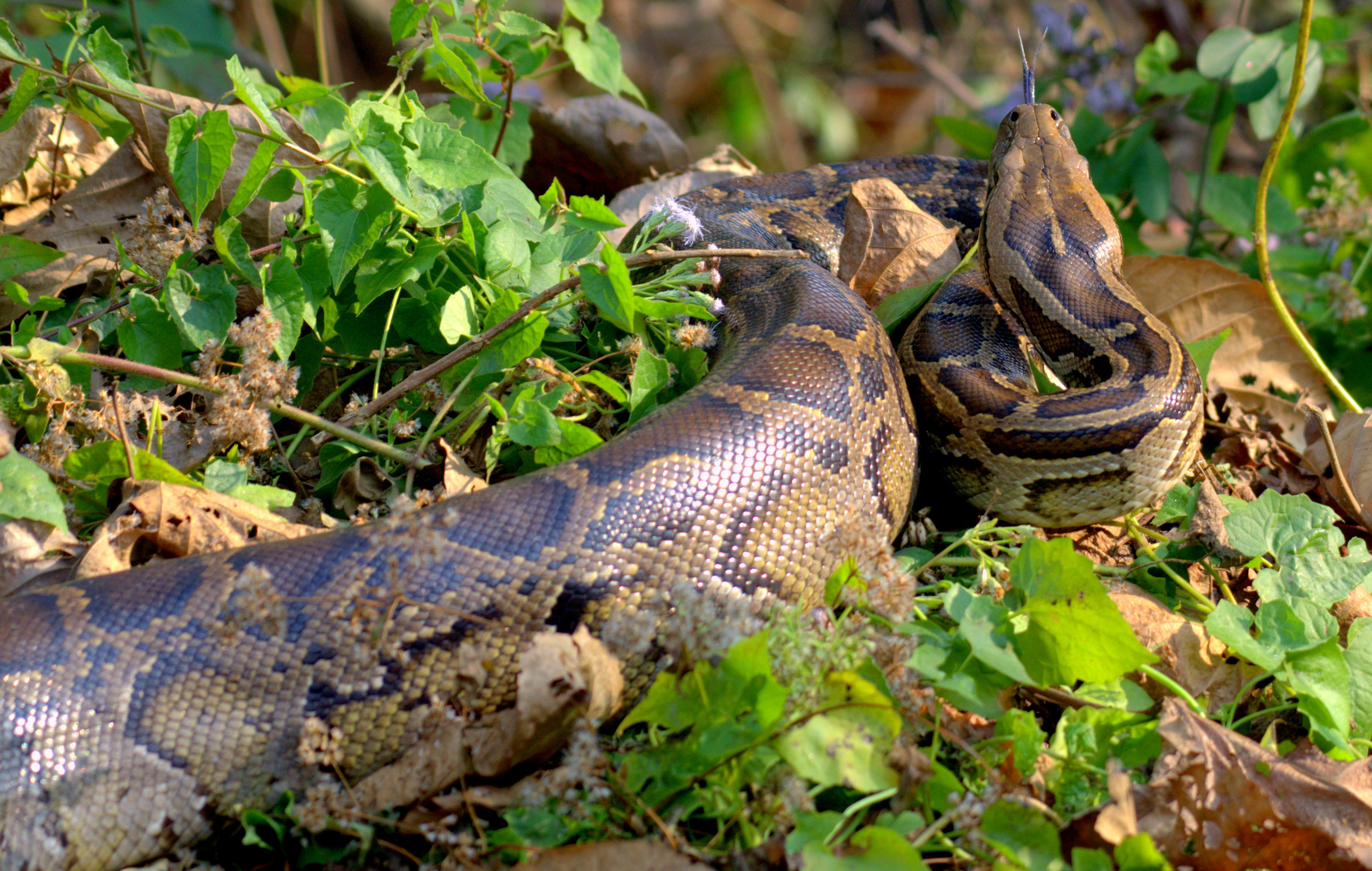
Heller Tigerpython (Python molurus)
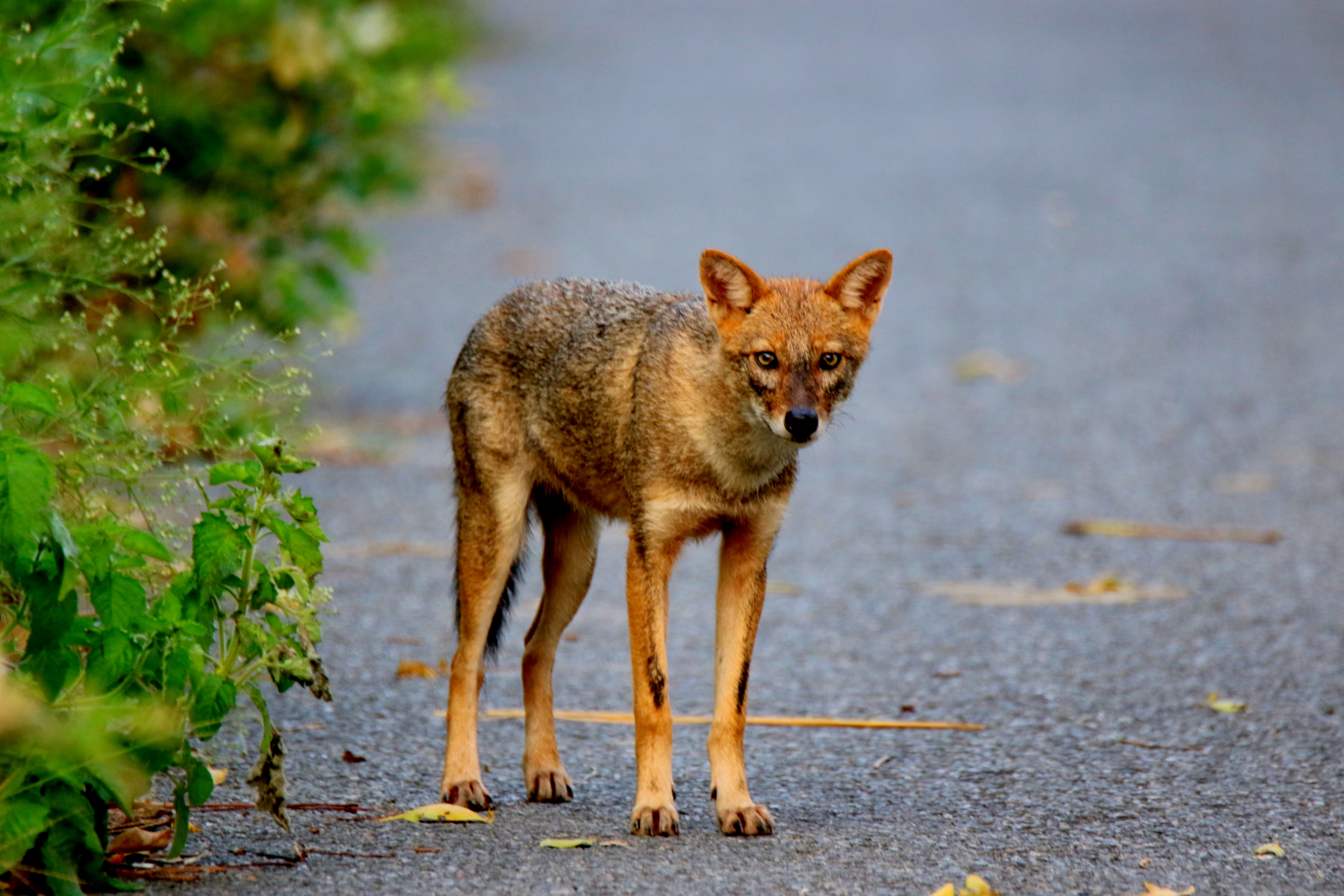
Goldschakal (Canis aureus)
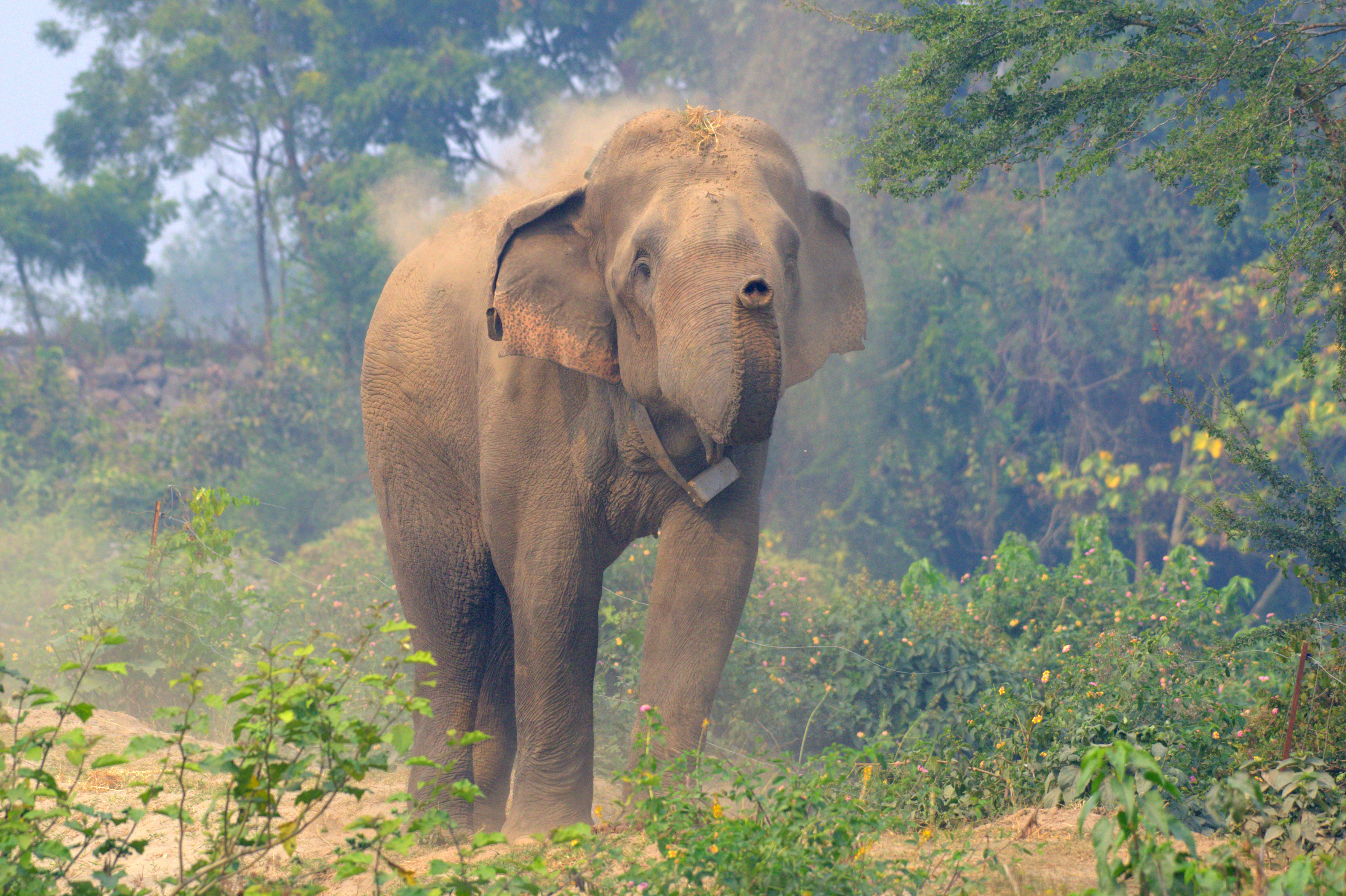
Asiatischer Elefant (Elephas maximus) mit Sender
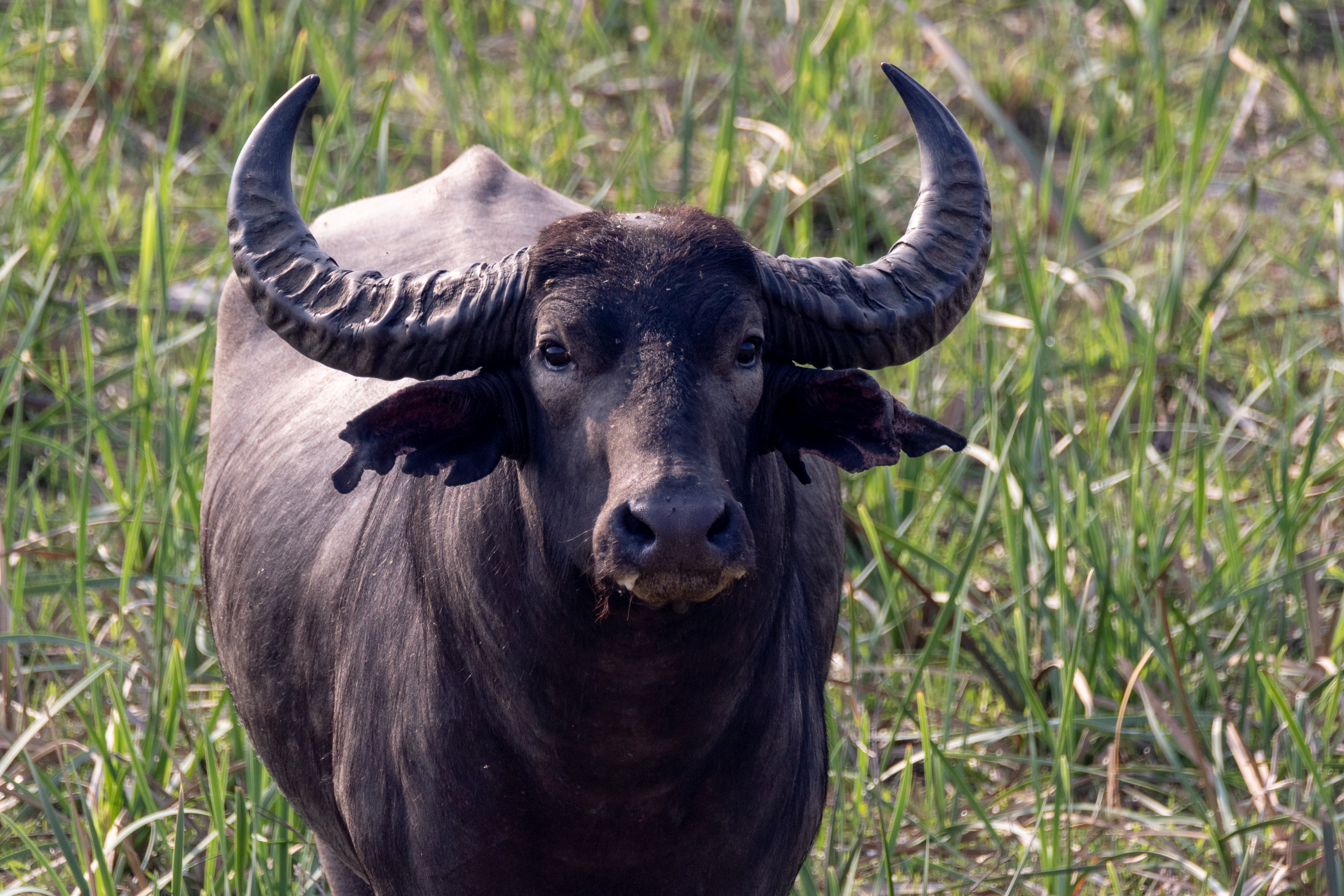
Wasserbüffel (Bubalus arnee)
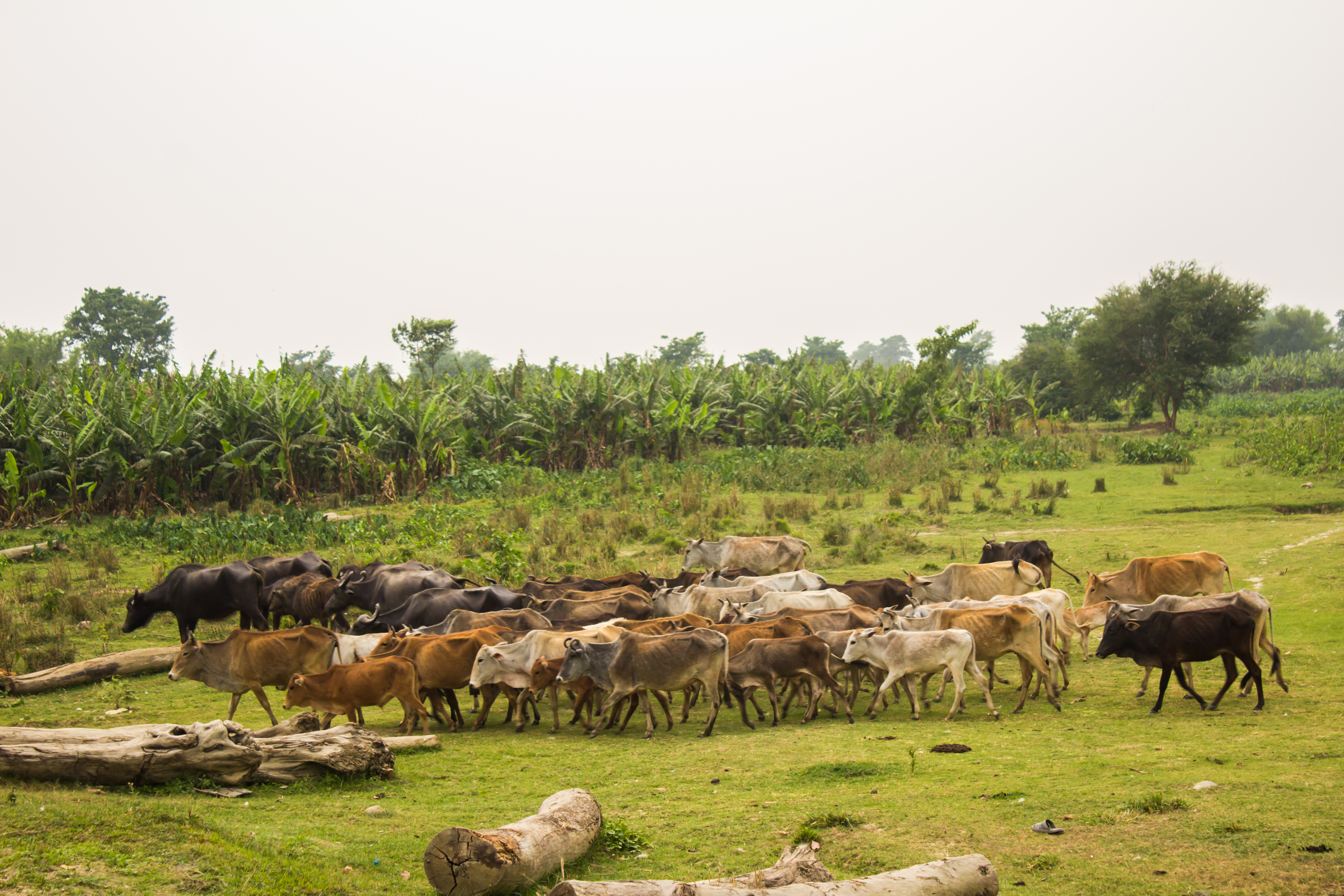
Bauern lassen ihr Vieh im Gelände grasen